# Goumoëns
Goumoëns é uma comuna da Suíça, situada no distrito de Gros-de-Vaud, no cantão de Vaud. Tem 10,70 km² de área e sua população em 2018 foi estimada em 1.118 habitantes.